# Парапротеинемия
Парапротеинемия (новолат. paraproteinaemia; парапротеины + др.-греч. αἷμα — кровь; син. патопротеинемия) — появление в крови структурно аномальных и функционально неполноценных белковых тел из группы иммуноглобулинов при миеломной и некоторых других болезнях. Под общее определение парапротеинемии попадают, среди прочего, идиопатическая (доброкачественная) моноклональная гаммапатия, макроглобулинемия Вальденстрёма, миеломная болезнь (в том числе её доброкачественная форма — остеосклеротическая миелома), Болезнь тяжёлых цепей и полинейропатия при криоглобулинемии.